# Sebkha Halk El Menzel
La sebkha Halk El Menzel (arabe : سبخة حلق المنزل) est une sebkha tunisienne de type lagunaire d'une superficie de 15 000 hectares située au centre du pays, sur le territoire du gouvernorat de Sousse, plus précisément au sud de la délégation de Hergla.
La sebkha, qui accueille une variété d'oiseaux dont un grand nombre de flamants roses, a été déclarée espace naturel d'importance par le gouvernement en 1987. Le site est également désigné site Ramsar le 2 février 2012.
Les habitants de la région tentent de ne pas interférer avec son cycle de vie naturel mais la proximité de sites touristiques en développement pourrait dégrader la situation dans les années à venir.